# Glemmens kommun
Glemmens kommun (norska: Glemmen kommune) var en kommun i Østfold fylke i sydöstra Norge. Kommunen omfattade ett område i den mellersta delen av nuvarande Fredrikstads kommun.

## Administrativ historik
Glemmens kommun upprättades den 1 januari 1838 (som Glemminge formannskapsdistrikt) när Formannskapslovene från 1837 trädde i kraft.
Den 1 januari 1867 överfördes ett bebott område (med 2 013 invånare) från Glemmens kommun (Glemminge kommun) till Fredrikstads kommun.
Den 1 januari 1908 bröts Kråkerøy kommun ut ur kommunen som då minskade från 13 741 invånare före delningen till 10 430 invånare efter.
1918 bytte kommunen namn från Glemminge till Glemmen.
Den 1 januari 1964 gick Glemmens kommun, tillsammans med delar av kommunerna Borge och Torsnes, upp i Fredrikstads kommun. Kommunens hade då 16 520 invånare.